# TER Occitanie
Le TER Occitanie, ou liO Train, est le réseau de lignes TER qui couvre la région administrative Occitanie, autorité organisatrice de transports depuis le 1er juillet 2017. Ce réseau est le résultat de la fusion des anciens réseaux TER Midi-Pyrénées et TER Languedoc-Roussillon propres aux anciennes régions.
550 trains circulent chaque jour sur 30 lignes ferroviaires, empruntant 2 636 km de voies et desservant 281 gares et points d'arrêt. 63 000 personnes voyagent quotidiennement sur le réseau en 2021.

## Histoire
Le réseau est apparu après la fusion des deux régions administratives du Midi-Pyrénées et du Languedoc-Roussillon, le 1er juillet 2017.

### États Généraux du Rail et de l'Intermodalité
Dès avril 2016, la toute nouvelle région Occitanie organise les États Généraux du Rail et de l'Intermodalité, une concertation territoriale lancée afin de définir une ligne à suivre claire pour les années à venir concernant le ferroviaire et les déplacements en transport en commun dans la région.
Ces états généraux ont recueilli de nombreuses contributions entre avril et juillet 2016, et ont fait l'objet d'une restitution en décembre de la même année.
Plusieurs points sont ressortis de la concertation, et constituent des chantiers pour la région, :
- Amélioration de la "qualité de service". En 2016, les TER Occitanie sont plus souvent en retard, en moyenne, par rapport au reste de la France[4], une attente principale des usagers étant la ponctualité du service, la région souhaite travailler sur ce point. Un autre souhait est celui de l'amélioration des correspondances entre TER et autocars, mais aussi un meilleur service en gare et dans les trains.
- L'harmonisation de la tarification. Des tarifs "plus lisibles", et "mieux positionnés" par rapport à d'autres services, comme le TGV ou le covoiturage. Il est également prévu, pour 2020, une offre "intermodale", regroupant tous les transports de la région (TER, transports interurbains, etc).
- La sauvegarde de lignes fragiles, et une adaptation de l'offre. Autrement dit, remettre à niveau les infrastructures des petites lignes en mauvais état, augmenter la fréquence, et créer de nouvelles haltes, par exemple en bord de plage pour une desserte durant l'été.
- Une meilleure accessibilité des gares et trains pour les usagers à mobilité réduite, malvoyants ou malentendants.
- Investir dans les lignes grande-vitesse, pour désengorger les lignes classiques et permettre d'y faire circuler plus de TER.
- Organiser des transports à la demande et supprimer les doublons entre les offres ferroviaires et routières lorsqu'elles existent, et ce, afin de rationaliser les coûts.
- Créer de nouveaux pôles d'échanges multimodaux.
- Meilleure coordination entre les trains Intercités et TER.

Il en est également ressorti les points suivants, même s'ils ne sont pas directement liés aux services TER :
- La relance du fret ferroviaire.
- Poursuite de la concertation avec les partenaires de transport.

## Réseau

### Liste des relations TER

Carte des infrastructures ferroviaires en Occitanie (en 2020), dont la plus grande partie est utilisée par les liaisons commerciales TER.

| Ligne                                                                                | Caractéristiques | Caractéristiques | Caractéristiques              | Caractéristiques      | Caractéristiques     |
| ------------------------------------------------------------------------------------ | ---------------- | ---------------- | ----------------------------- | --------------------- | -------------------- |
| AUCH ↔ Colomiers ↔ TOULOUSE-MATABIAU                                                 |                  |                  |                               |                       |                      |
| Longueur 80 km                                                                       | Durée 1 h 32 min | Nb. arrêts 17    | Soirée / Dimanche - Férié · / | Horaires 5h24 - 21h55 | Réseau TER Occitanie |
|                                                                                      |                  |                  |                               |                       |                      |
| AURILLAC ↔ Figeac ↔ TOULOUSE-MATABIAU                                                |                  |                  |                               |                       |                      |
| Longueur 230 km                                                                      | Durée 3 h 42 min | Nb. arrêts 23    | Soirée / Dimanche - Férié · / | Horaires 5h50 - 22h40 | Réseau TER Occitanie |
|                                                                                      |                  |                  |                               |                       |                      |
| AGEN ↔ Montauban-Ville-Bourbon ↔ TOULOUSE-MATABIAU                                   |                  |                  |                               |                       |                      |
| Longueur 116 km                                                                      | Durée 1 h 26 min | Nb. arrêts 14    | Soirée / Dimanche - Férié · / | Horaires 5h28 - 22h10 | Réseau TER Occitanie |
|                                                                                      |                  |                  |                               |                       |                      |
| BRIVE ↔ Cahors ↔ TOULOUSE-MATABIAU                                                   |                  |                  |                               |                       |                      |
| Longueur 200 km                                                                      | Durée 2 h 41 min | Nb. arrêts 17    | Soirée / Dimanche - Férié · / | Horaires 5h49 - 22h58 | Réseau TER Occitanie |
|                                                                                      |                  |                  |                               |                       |                      |
| BÉZIERS ↔ Millau ↔ CLERMONT-FERRAND                                                  |                  |                  |                               |                       |                      |
| Longueur - km                                                                        | Durée - h - min  | Nb. arrêts -     | Soirée / Dimanche - Férié · / | Horaires * - *        | Réseau TER Occitanie |
|                                                                                      |                  |                  |                               |                       |                      |
| CARCASSONNE ↔ Limoux ↔ QUILLAN                                                       |                  |                  |                               |                       |                      |
| Longueur - km                                                                        | Durée - h - min  | Nb. arrêts -     | Soirée / Dimanche - Férié · / | Horaires * - *        | Réseau TER Occitanie |
|                                                                                      |                  |                  |                               |                       |                      |
| LATOUR-DE-CAROL ↔ Foix ↔ TOULOUSE-MATABIAU                                           |                  |                  |                               |                       |                      |
| Longueur - km                                                                        | Durée - h - min  | Nb. arrêts -     | Soirée / Dimanche - Férié · / | Horaires * - *        | Réseau TER Occitanie |
|                                                                                      |                  |                  |                               |                       |                      |
| MARVEJOLS ↔ Mende ↔ LA BASTIDE                                                       |                  |                  |                               |                       |                      |
| Longueur - km                                                                        | Durée - h - min  | Nb. arrêts -     | Soirée / Dimanche - Férié · / | Horaires * - *        | Réseau TER Occitanie |
|                                                                                      |                  |                  |                               |                       |                      |
| MAZAMET ↔ Castres ↔ TOULOUSE-MATABIAU                                                |                  |                  |                               |                       |                      |
| Longueur - km                                                                        | Durée - h - min  | Nb. arrêts -     | Soirée / Dimanche - Férié · / | Horaires * - *        | Réseau TER Occitanie |
|                                                                                      |                  |                  |                               |                       |                      |
| MENDE ↔ MONTPELLIER-SAINT-ROCH                                                       |                  |                  |                               |                       |                      |
| Longueur - km                                                                        | Durée - h - min  | Nb. arrêts -     | Soirée / Dimanche - Férié · / | Horaires * - *        | Réseau TER Occitanie |
|                                                                                      |                  |                  |                               |                       |                      |
| MONTAUBAN ↔ TOULOUSE-MATABIAU                                                        |                  |                  |                               |                       |                      |
| Longueur - km                                                                        | Durée - h - min  | Nb. arrêts -     | Soirée / Dimanche - Férié · / | Horaires * - *        | Réseau TER Occitanie |
|                                                                                      |                  |                  |                               |                       |                      |
| MURET ↔ TOULOUSE-MATABIAU                                                            |                  |                  |                               |                       |                      |
| Longueur - km                                                                        | Durée - h - min  | Nb. arrêts -     | Soirée / Dimanche - Férié · / | Horaires * - *        | Réseau TER Occitanie |
|                                                                                      |                  |                  |                               |                       |                      |
| NARBONNE ↔ Carcassonne ↔ TOULOUSE-MATABIAU                                           |                  |                  |                               |                       |                      |
| Longueur - km                                                                        | Durée - h - min  | Nb. arrêts -     | Soirée / Dimanche - Férié · / | Horaires * - *        | Réseau TER Occitanie |
|                                                                                      |                  |                  |                               |                       |                      |
| NARBONNE ↔ Montpellier-Saint-Roch ↔ AVIGNON-CENTRE                                   |                  |                  |                               |                       |                      |
| Longueur - km                                                                        | Durée - h - min  | Nb. arrêts -     | Soirée / Dimanche - Férié · / | Horaires * - *        | Réseau TER Occitanie |
|                                                                                      |                  |                  |                               |                       |                      |
| NÎMES-CENTRE ↔ PONT-SAINT-ESPRIT                                                     |                  |                  |                               |                       |                      |
| Longueur - km                                                                        | Durée - h - min  | Nb. arrêts -     | Soirée / Dimanche - Férié · / | Horaires * - *        | Réseau TER Occitanie |
|                                                                                      |                  |                  |                               |                       |                      |
| NÎMES-CENTRE ↔ Aigues-Mortes ↔ LE-GRAU DU-ROI                                        |                  |                  |                               |                       |                      |
| Longueur - km                                                                        | Durée - h - min  | Nb. arrêts -     | Soirée / Dimanche - Férié · / | Horaires * - *        | Réseau TER Occitanie |
|                                                                                      |                  |                  |                               |                       |                      |
| NÎMES-CENTRE ↔ Alès ↔ CLERMONT-FERRAND / MARVEJOLS                                   |                  |                  |                               |                       |                      |
| Longueur - km                                                                        | Durée - h - min  | Nb. arrêts -     | Soirée / Dimanche - Férié · / | Horaires * - *        | Réseau TER Occitanie |
|                                                                                      |                  |                  |                               |                       |                      |
| PAU ↔ Tarbes ↔ TOULOUSE-MATABIAU                                                     |                  |                  |                               |                       |                      |
| Longueur - km                                                                        | Durée - h - min  | Nb. arrêts -     | Soirée / Dimanche - Férié · / | Horaires * - *        | Réseau TER Occitanie |
|                                                                                      |                  |                  |                               |                       |                      |
| PERPIGNAN ↔ VILLEFRANCHE-VERNET-LES-BAINS                                            |                  |                  |                               |                       |                      |
| Longueur - km                                                                        | Durée - h - min  | Nb. arrêts -     | Soirée / Dimanche - Férié · / | Horaires * - *        | Réseau TER Occitanie |
|                                                                                      |                  |                  |                               |                       |                      |
| PORTBOU ↔ Montpellier-Saint-Roch ↔ AVIGNON-CENTRE                                    |                  |                  |                               |                       |                      |
| Longueur - km                                                                        | Durée - h - min  | Nb. arrêts -     | Soirée / Dimanche - Férié · / | Horaires * - *        | Réseau TER Occitanie |
|                                                                                      |                  |                  |                               |                       |                      |
| PORTBOU ↔ Perpignan ↔ NARBONNE                                                       |                  |                  |                               |                       |                      |
| Longueur - km                                                                        | Durée - h - min  | Nb. arrêts -     | Soirée / Dimanche - Férié · / | Horaires * - *        | Réseau TER Occitanie |
|                                                                                      |                  |                  |                               |                       |                      |
| PORTBOU ↔ Perpignan ↔ TOULOUSE-MATABIAU                                              |                  |                  |                               |                       |                      |
| Longueur - km                                                                        | Durée - h - min  | Nb. arrêts -     | Soirée / Dimanche - Férié · / | Horaires * - *        | Réseau TER Occitanie |
|                                                                                      |                  |                  |                               |                       |                      |
| RODEZ ↔ Albi ↔ TOULOUSE-MATABIAU                                                     |                  |                  |                               |                       |                      |
| Longueur - km                                                                        | Durée - h - min  | Nb. arrêts -     | Soirée / Dimanche - Férié · / | Horaires * - *        | Réseau TER Occitanie |
|                                                                                      |                  |                  |                               |                       |                      |
| RODEZ ↔ Figeac ↔ BRIVE                                                               |                  |                  |                               |                       |                      |
| Longueur - km                                                                        | Durée - h - min  | Nb. arrêts -     | Soirée / Dimanche - Férié · / | Horaires * - *        | Réseau TER Occitanie |
|                                                                                      |                  |                  |                               |                       |                      |
| RODEZ ↔ MILLAU                                                                       |                  |                  |                               |                       |                      |
| Longueur - km                                                                        | Durée - h - min  | Nb. arrêts -     | Soirée / Dimanche - Férié · / | Horaires * - *        | Réseau TER Occitanie |
|                                                                                      |                  |                  |                               |                       |                      |
| TOULOUSE-MATABIAU ↔ Montpellier-Saint-Roch ↔ MARSEILLE-SAINT-CHARLES                 |                  |                  |                               |                       |                      |
| Longueur - km                                                                        | Durée - h - min  | Nb. arrêts -     | Soirée / Dimanche - Férié · / | Horaires * - *        | Réseau TER Occitanie |
|                                                                                      |                  |                  |                               |                       |                      |
| TRAIN JAUNE LATOUR-DE-CAROL ↔ Font-Romeu-Odeillo-Via ↔ VILLEFRANCHE-VERNET-LES-BAINS |                  |                  |                               |                       |                      |
| Longueur - km                                                                        | Durée - h - min  | Nb. arrêts -     | Soirée / Dimanche - Férié · / | Horaires * - *        | Réseau TER Occitanie |
|                                                                                      |                  |                  |                               |                       |                      |

### Trafic
Le réseau TER Occitanie a connu en 2016, avec les anciens réseaux TER, une fréquentation de 21 millions de voyageurs, soit 56 000 voyageurs par jour. En 2021, le réseau était fréquenté par 63 000 voyageurs quotidiens. La fréquentation du réseau a ainsi augmenté de 12,5 % en cinq ans.
| Année                        | 2016      | 2021   |
| ---------------------------- | --------- | ------ |
| Nombre de voyageurs par jour | 56 000    | 63 000 |
| Evolution                    | Evolution | 12,5 % |

## Tarification
La tarification des TER Occitanie est calculée en fonction de la distance parcourue par le voyageur. Plus le voyage est long, plus le prix du billet est élevé. Néanmoins, la région propose des abonnements, des réductions et des promotions sur un certain nombre de billets et de trajets, en fonction de la période d'achat, de la fréquence du voyage et de l'âge ou des difficultés sociales du voyageur.

### Abonnements
Des abonnements, appelés Fréquencio', sont proposés aux voyageurs. Ceux-ci sont valables sur un trajet défini, d'une gare à l'autre. Les abonnements peuvent être achetés pour une semaine, un mois ou un an. Le prix de l'abonnement dépend de la distance parcourue par le voyageur : comme le plein tarif, plus le trajet emprunté est long, plus l'abonnement est cher. Néanmoins, les abonnements sont plafonnés : le tarif maximal est ainsi de 90 euros par mois pour la formule annuelle et pour des trajets supérieurs à 50 km. En plus de l'abonnement Fréquencio', il est proposé un pass week-end permettant de voyager sans limite dans la région le week-end pour 20 euros par mois. Un abonnement permettant d'emprunter les TER, mais aussi les trains Intercités en Occitanie existe aussi. Un abonnement spécial est également proposé sur les cinq lignes où le plein tarif pour tout trajet coûte un euro et sur la ligne du train jaune.
La carte Libertio' permet, elle, d'acheter des billets sur n'importe quel trajet avec 30 % de réduction en semaine et 50 % le week-end.

### Offres multimodales
Le réseau propose plusieurs abonnements multimodaux, permettant d'emprunter plusieurs réseaux avec un seul titre de transport. L'offre Pastel + permet ainsi de voyager sur le périmètre Tisséo, le réseau de transports en commun de Toulouse, en TER Occitanie avec le même titre de transport,. Elle est utilisable sur carte Pastel et est au tarif unique de 70 euros par mois. L'offre Fréquencio' + Tisséo permet également de cumuler l'offre Tisséo et TER Occitanie, mais cette fois depuis tous les départements d'Occitanie et non plus seulement depuis les gares du périmètre de Tisséo. Son tarif varie en fonction de la distance parcourue en TER. Enfin, l'abonnement Kartatoo permet d'emprunter les TER Occitanie et les réseaux de transports urbains des principales villes de l'ex-région Languedoc-Roussillon.

### Réductions sur certains trains
Certains trains sont proposés à tarif réduit par la région. Ainsi, l'offre AvantagiO' Futé permet aux voyageurs de bénéficier de réductions sur les trains les moins fréquentés, souvent en dehors des heures de pointe en semaine. Les tarifs varient de 3 à 15 euros et dépendent de la distance parcourue.
Des billets à un euro sont aussi proposés sur la région. Sur chaque train, une partie des billets est vendu au tarif d'un euro. Leur achat n'est possible que par internet. Par ailleurs, seuls des billets à un euro sont vendus sur cinq lignes de la région : Nîmes - Le-Grau-du-Roi ; Carcassonne - Quillan ; Perpignan - Villefranche-Vernet-les-Bains ; Marvejols - La-Bastide-Saint-Laurent-les-Bains ; Béziers - Saint-Chély-d'Apcher. La région propose aussi ces billets à un euro sur tous les trains sur certaines périodes. C'est notamment le cas les week-ends de juin et septembre, ou encore l'été pour les moins de 26 ans.
Des réductions sont également proposées aux groupes de voyageurs.

### Offres jeunes
La région propose des tarifs particulièrement attractifs pour les jeunes. Tous les billets de trains sont vendus à la moitié de leur prix pour les moins de 26 ans en Occitanie. De plus, depuis septembre 2021, l'offre + = 0 permet aux moins de 26 ans de bénéficier de la gratuité pour ceux qui voyagent le plus. Ainsi, à partir de 11 trajets par mois, le voyage est gratuit pour le reste du mois. Au-delà de 30 trajets par mois, le jeune voyage gratuitement ce mois-ci et le mois suivant. Les jeunes qui voyagent donc au quotidien, par exemple pour des déplacements vers le travail ou les études, bénéficient de la gratuité totale sur le réseau TER Occitanie.

### Tarification solidaire
Les demandeurs d'emploi, allocataires du RSA, bénéficiaires de l'ASPA, demandeurs d'asile et bénéficiaires d'une protection internationale bénéficient de 20 trajets gratuits tous les six mois, ainsi que de 75 % de réduction sur leurs billets de manière illimitée.

## Matériel roulant
Le parc roulant du TER Occitanie est exclusivement hérité des dotations TER des anciennes régions Midi-Pyrénées et Languedoc-Roussillon.
| Séries  | Nombre de caisses | STF SMP | STF SOC | STF SLR | Total |
| ------- | ----------------- | ------- | ------- | ------- | ----- |
| B 81500 | 3 ou 4 caisses    | 18      | –       | 9       | 27    |
| B 83500 | 4 caisses (M)     | –       | 25      | –       | 25    |
| B 84500 | 4 caisses (M)     | –       | 3       | –       | 3     |
| X 73500 | mono-caisse       | 27      | –       | 11      | 38    |
| Z 100   | 2 à 3 caisses     | –       | –       | 13      | 13    |
| Z 150   | 3 caisses         | –       | –       | 2       | 2     |
| Z 7300  | 2 caisses         | –       | 6       | –       | 6     |
| Z 27500 | 3 ou 4 caisses    | 19      | –       | 37      | 56    |
| Z 54900 | 4 caisses         | –       | 26      | –       | 26    |
| Z 56300 | 6 caisses         | –       | 18      | –       | 18    |

Au 29 décembre 2020, le parc du matériel roulant de la région est constitué de 214 engins. 
Le parc est géré par trois supervisions techniques de flotte (STF):
- SLR : STF Languedoc-Roussillon (Nîmes, Perpignan)
- SMP : STF Midi-Pyrénées (Toulouse)
- SOC : STF Occitanie (Nîmes, Toulouse)

Certaines relations TER étaient également effectuées avec des voitures Corail.

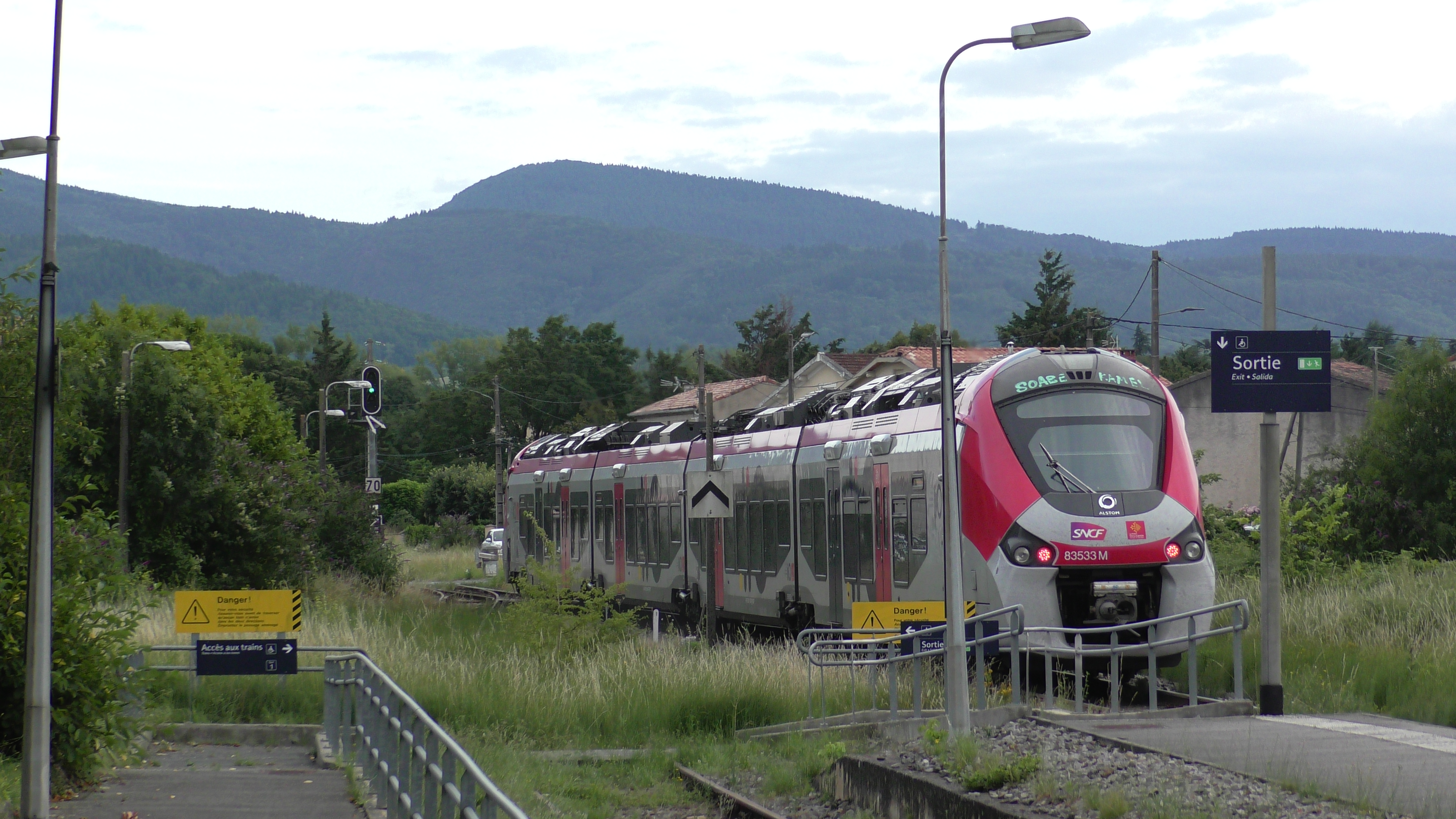
Un Régiolis à la gare de Labruguière
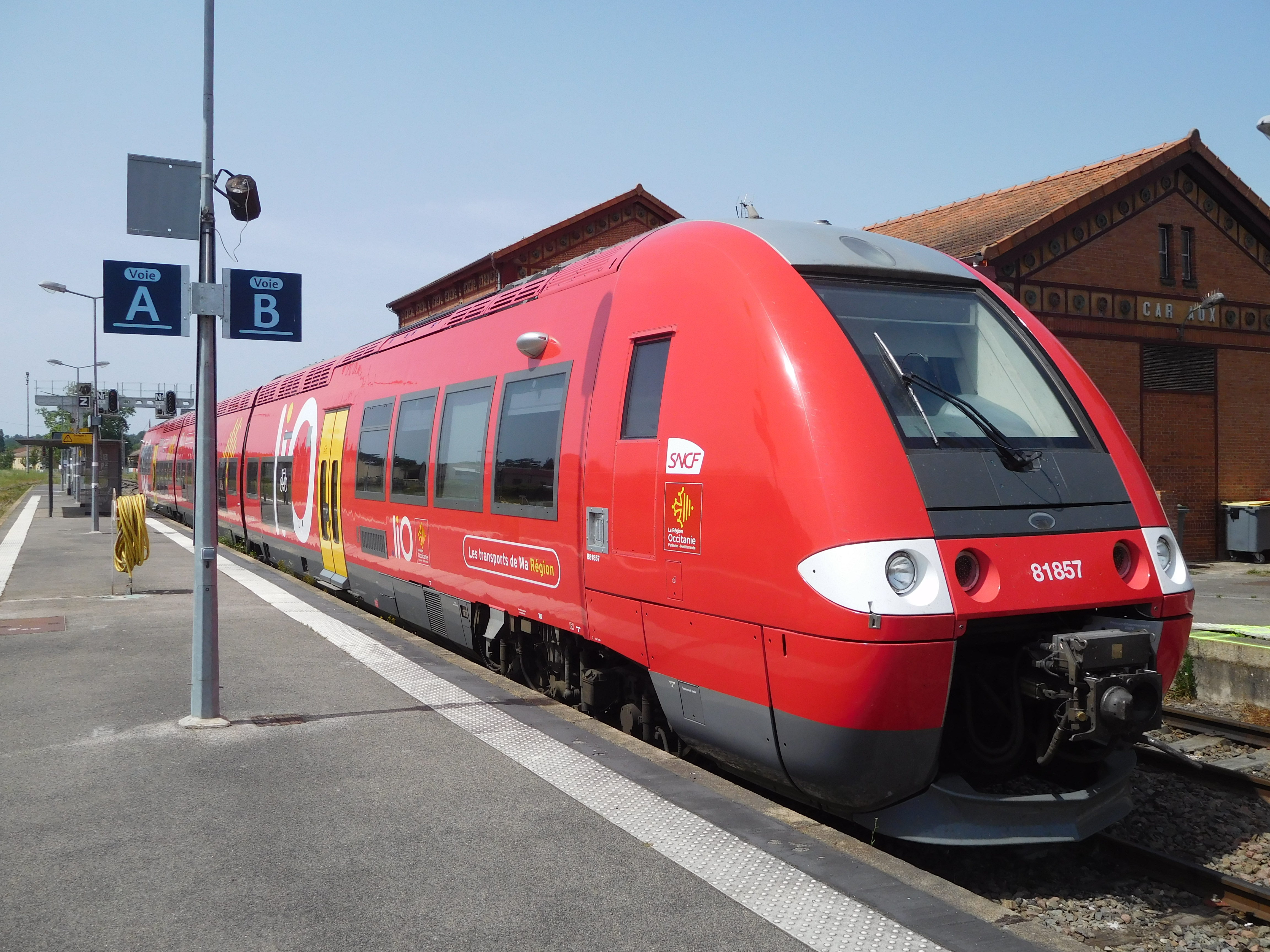
Un AGC B81500 en gare de Carmaux
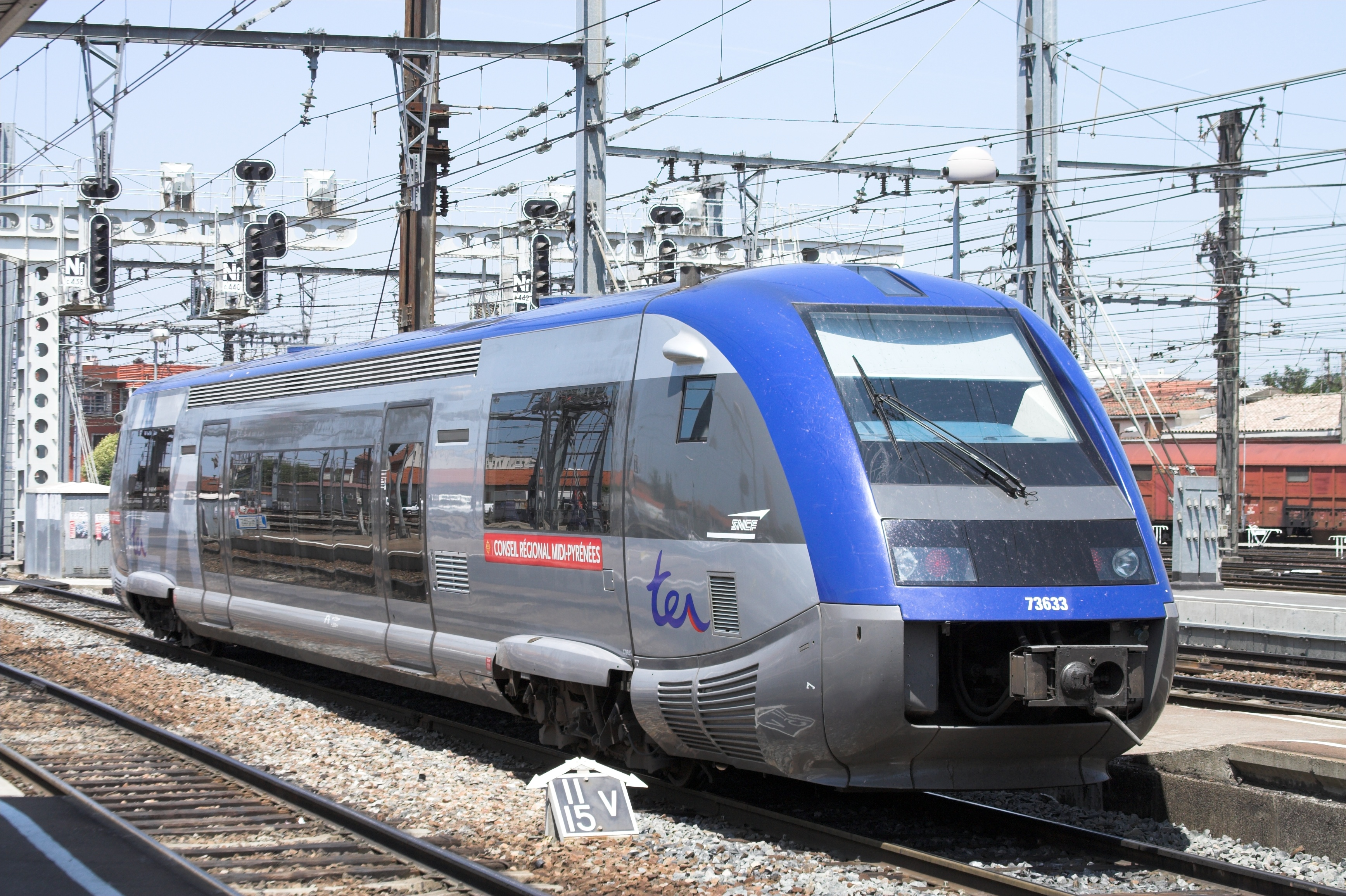
Un X73500 en gare de Toulouse-Matabiau
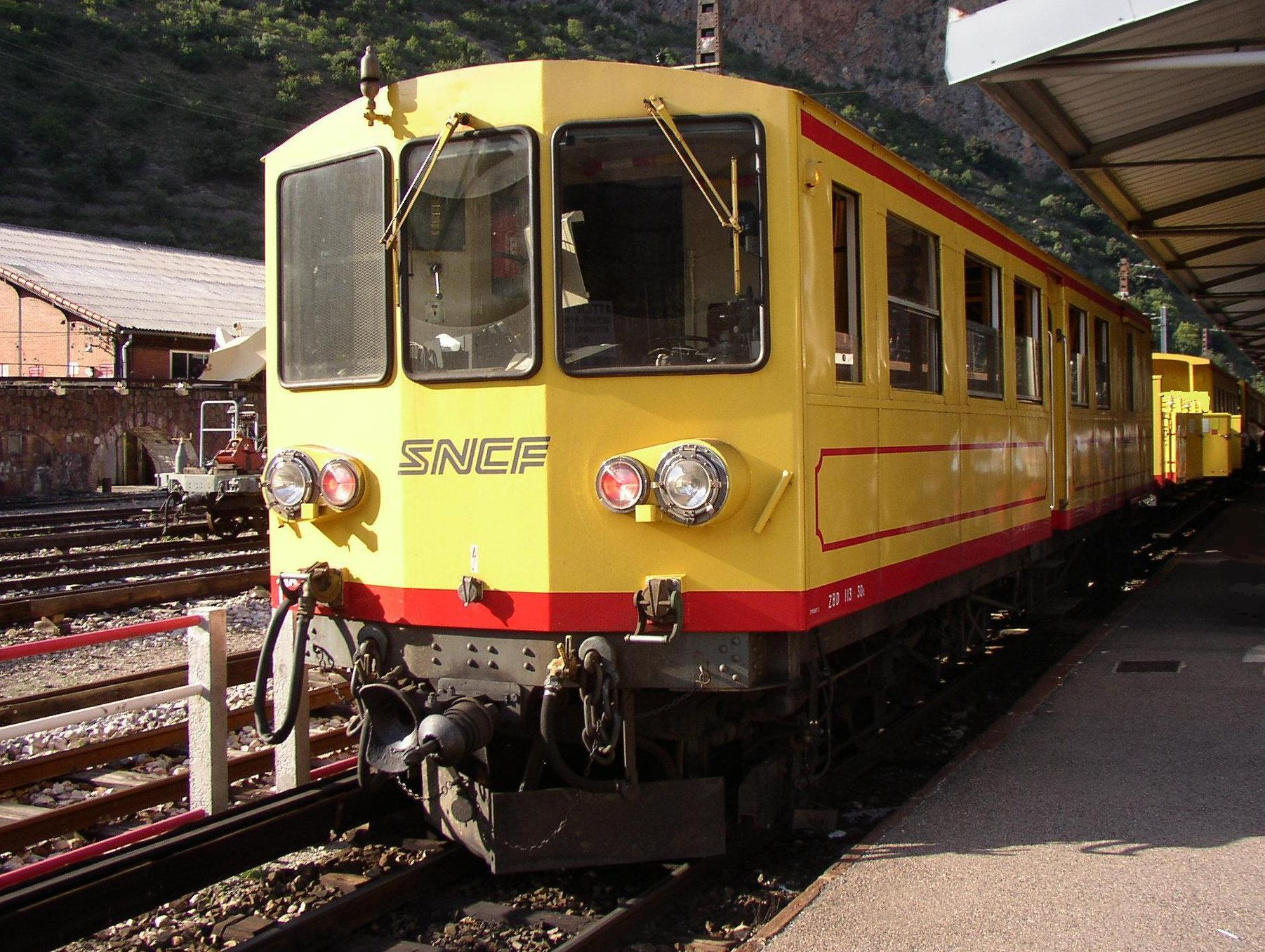
Z100 en gare de Villefranche - Vernet-les-Bains
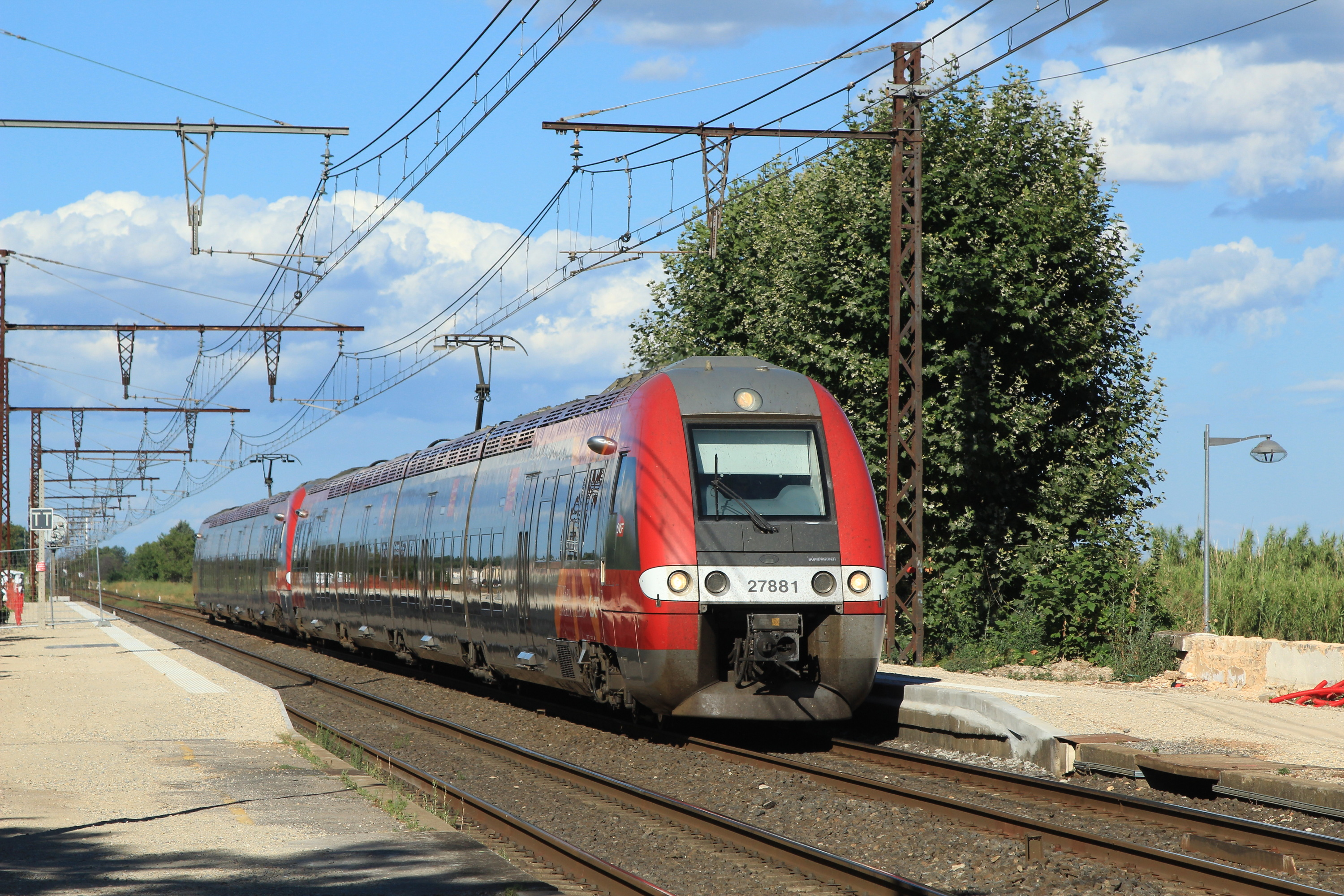
Z27500 à la gare de Baillargues
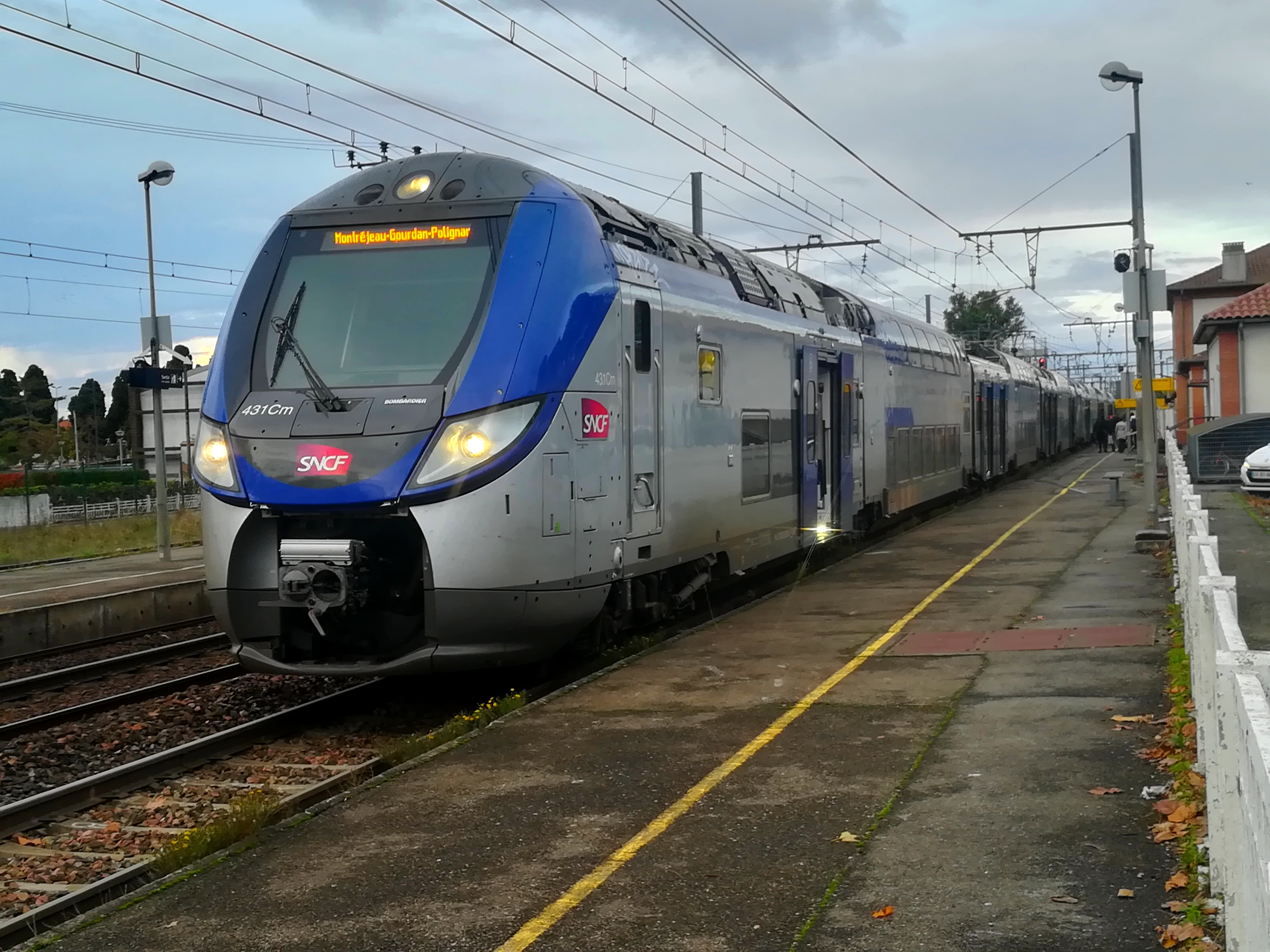
Regio 2N à la gare de Muret

### Livrée
Les trains du réseau TER Occitanie sont aux couleurs des anciennes régions Midi-Pyrénées (livrée TER institutionnelle) et Languedoc-Roussillon (livrée rouge spécifique). Les rames arboreront progressivement la nouvelle livrée rouge vif liO (sur les trains neufs et en rénovation mi-vie, les rames en circulation bénéficieront d'une livrée partielle pour limiter les coûts) au fur et à mesure de la livraison des nouvelles rames et en fonction du passage des trains en service en atelier de pelliculage lors des opérations de maintenance (à l'exception des Régiolis du Cévenol et des rames du Train Jaune qui feront l'objet d'un traitement spécifique).

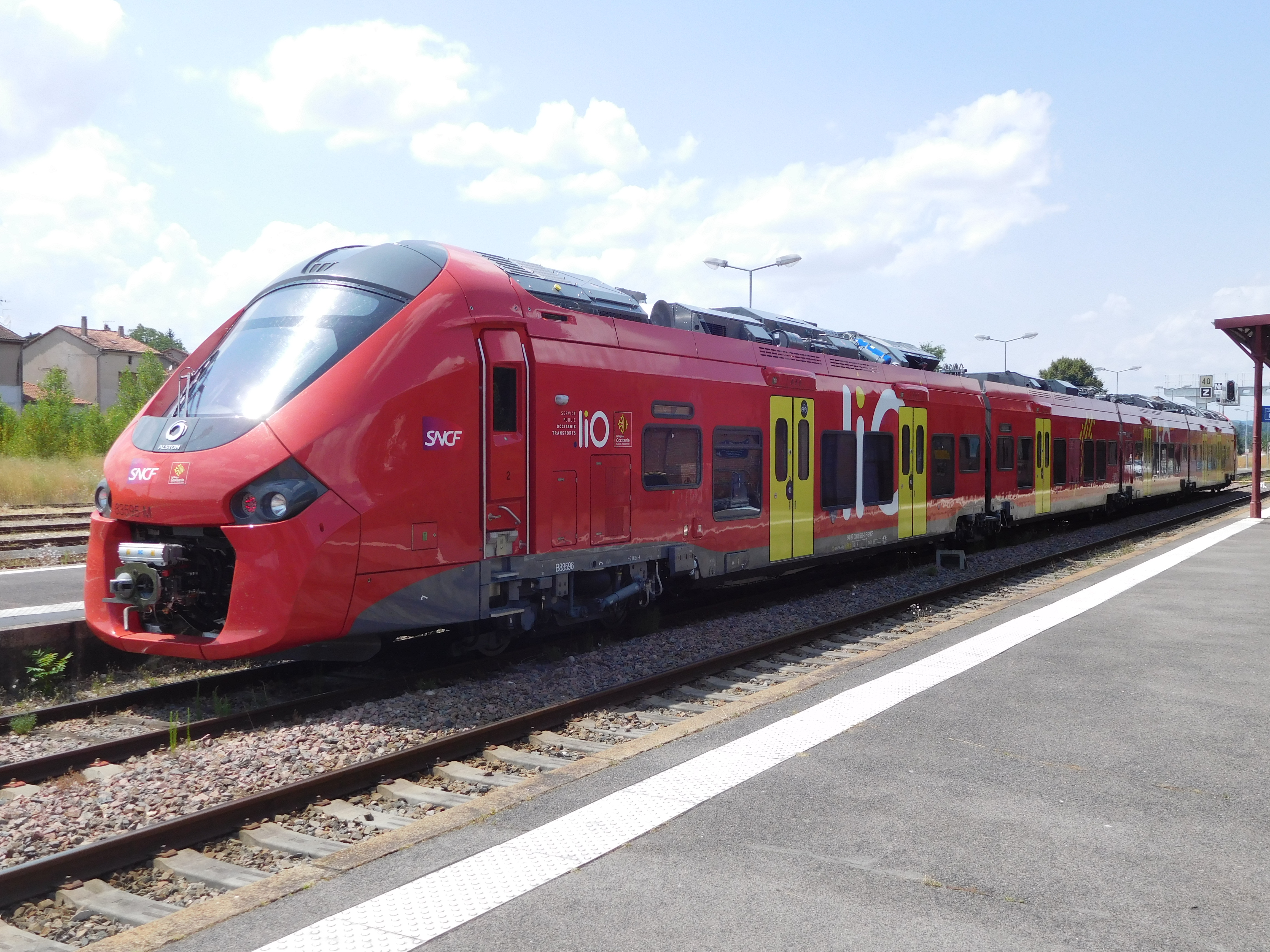
Nouvelle livrée TER Occitanie sur un Régiolis.
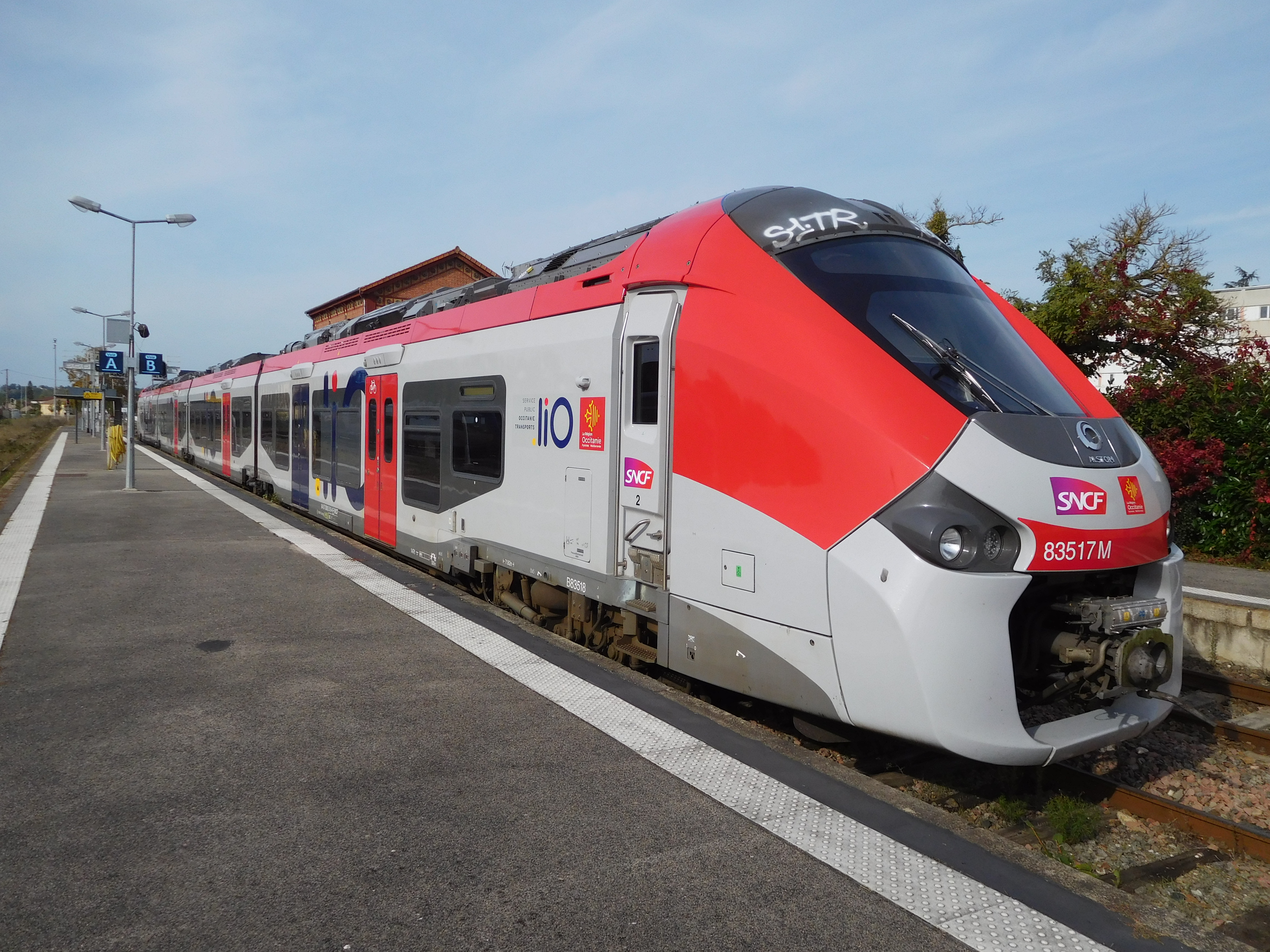
Livrée partielle TER Occitanie sur un Régiolis.
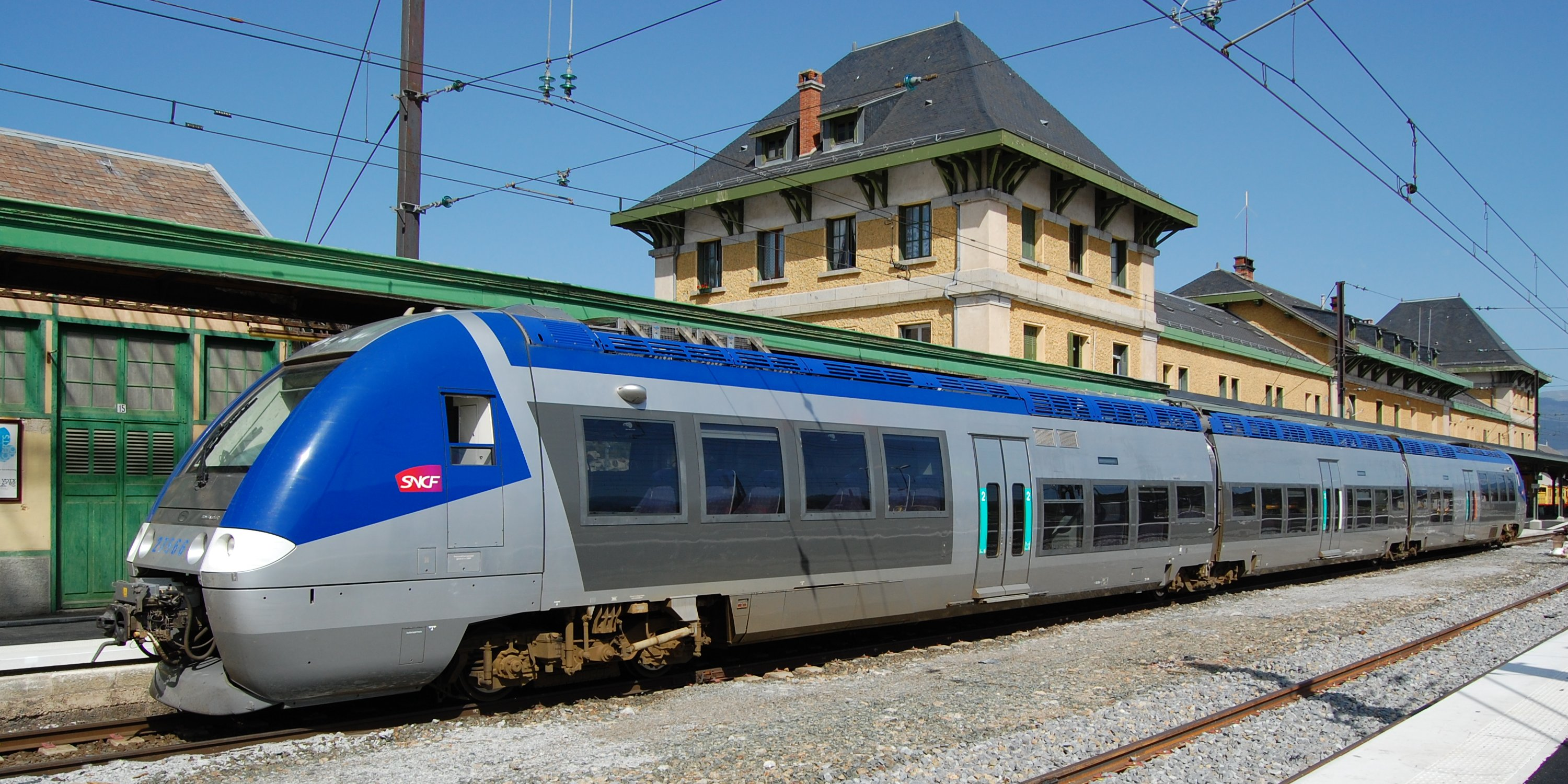
Livrée TER Midi-Pyrénées sur un AGC.
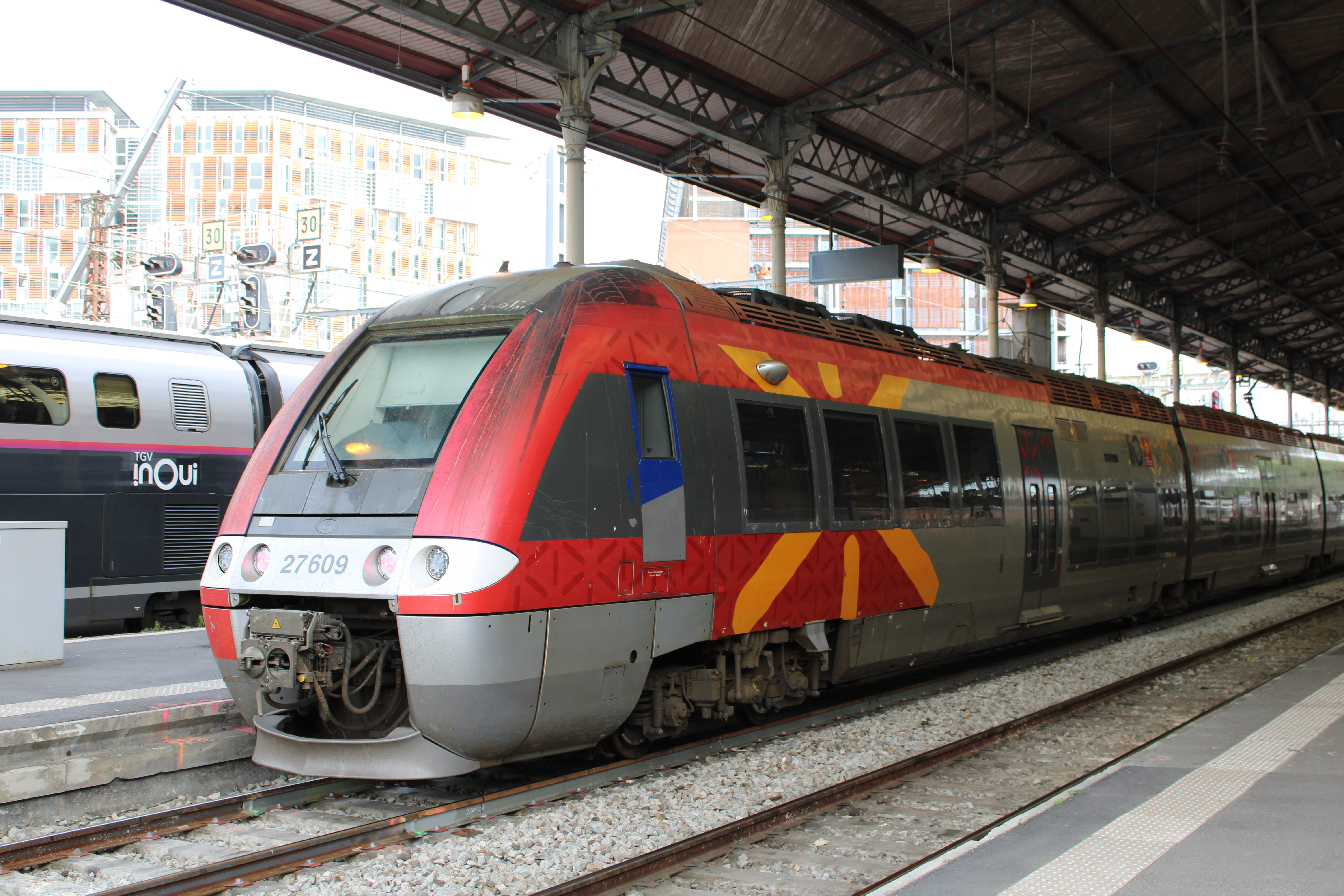
Livrée TER Languedoc-Roussillon sur un AGC.
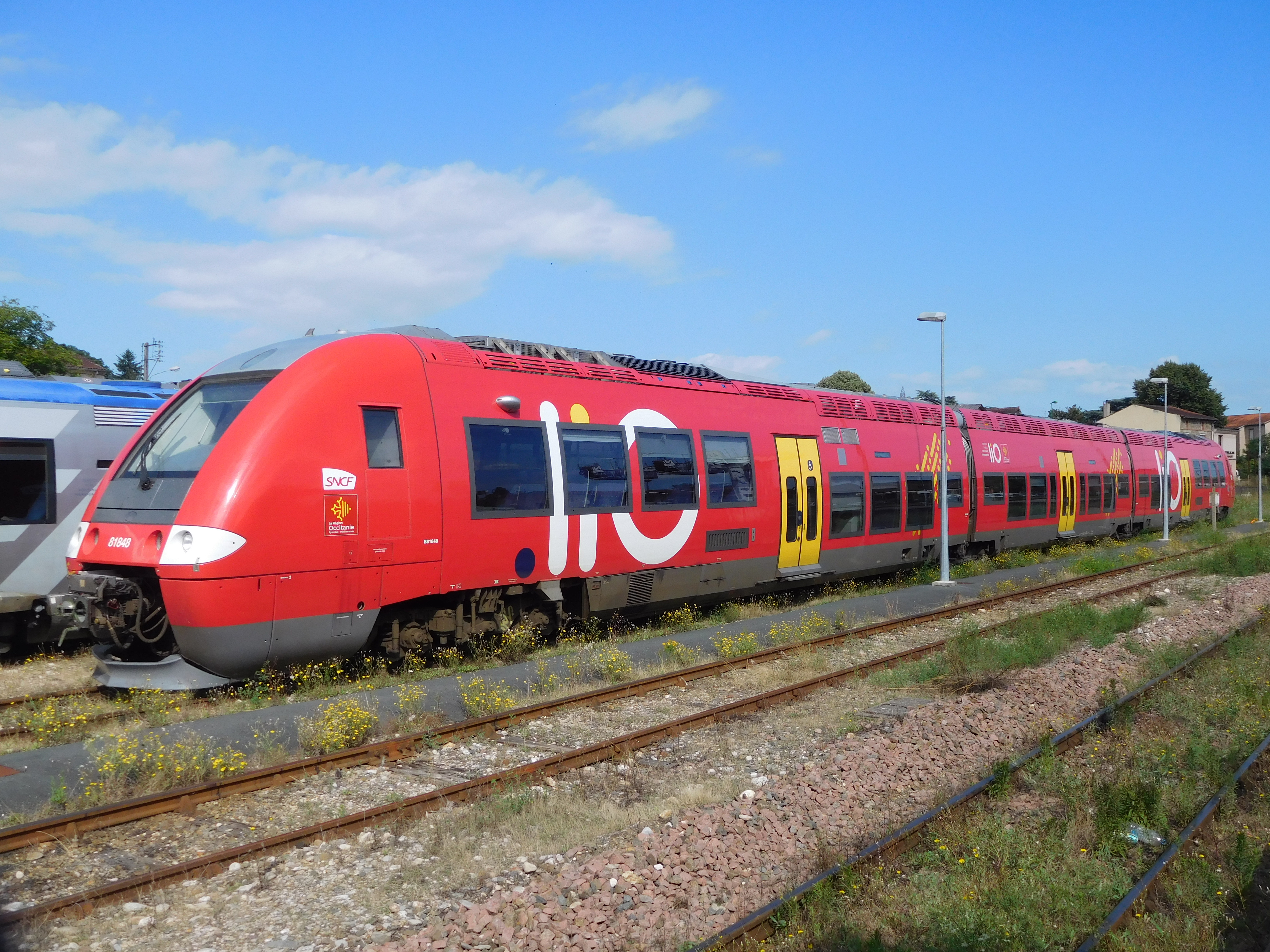
Livrée TER Occitanie sur un AGC.
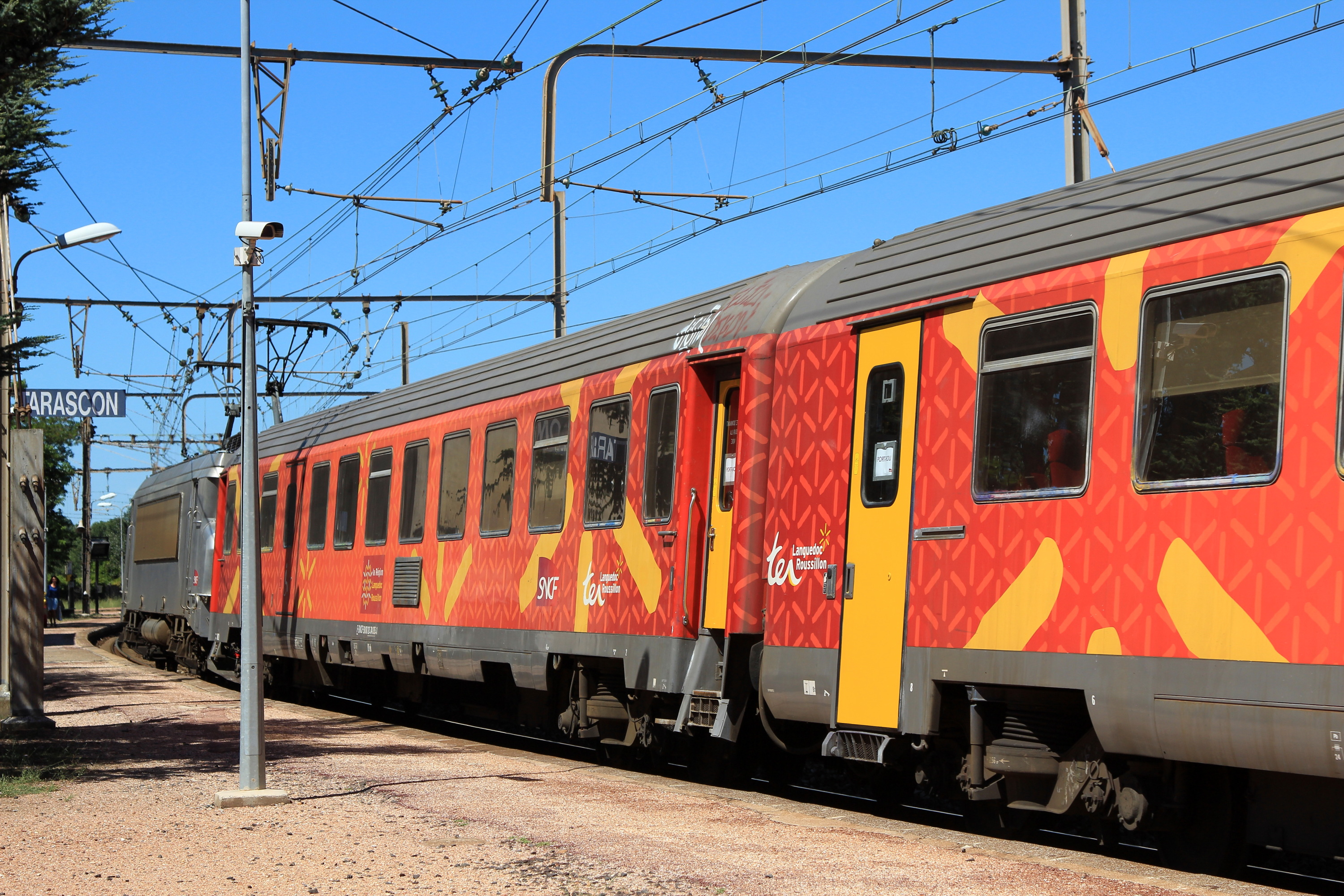
Livrée TER Languedoc-Roussillon sur des voitures Corail.
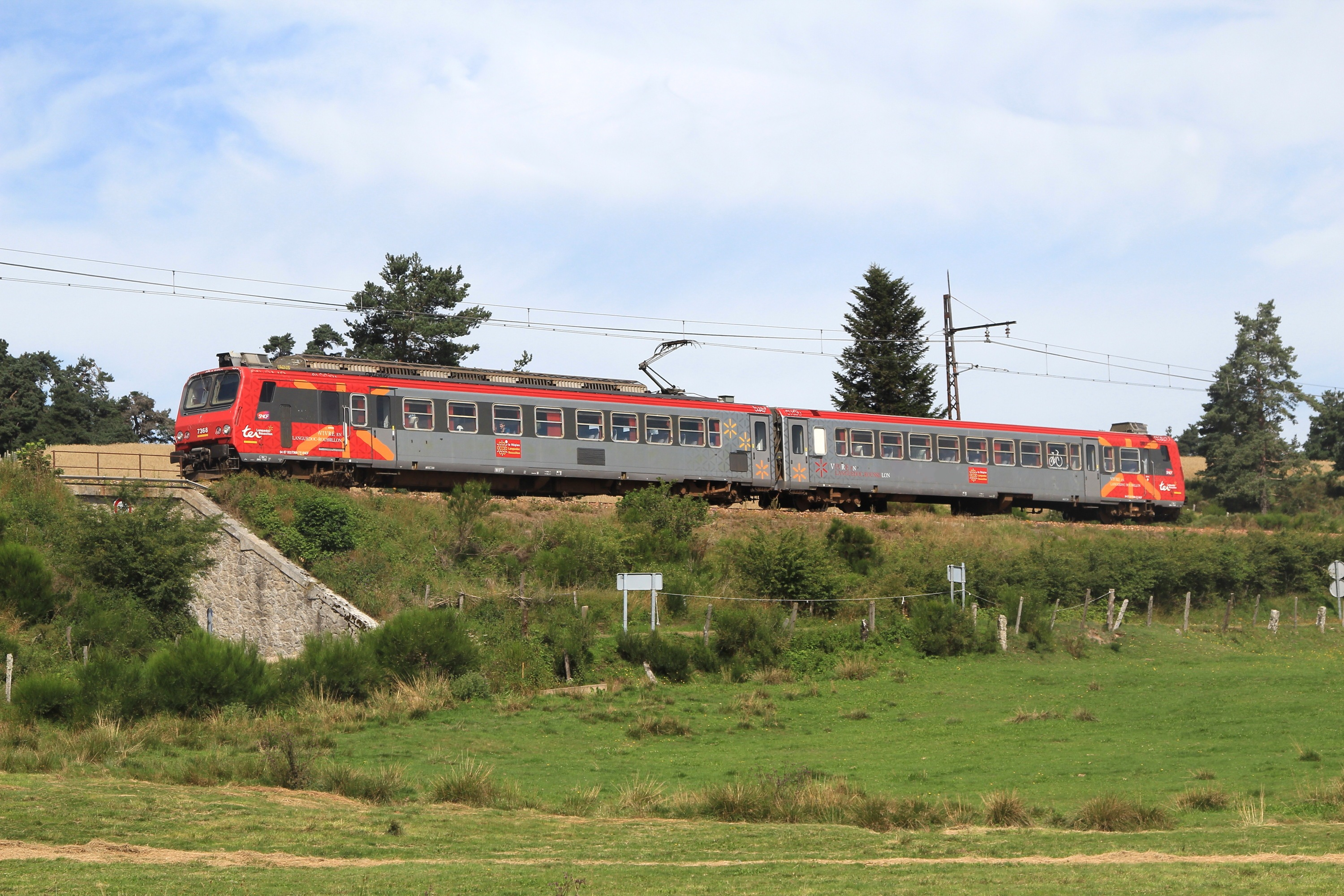
Livrée TER Languedoc-Roussillon sur une Z2.
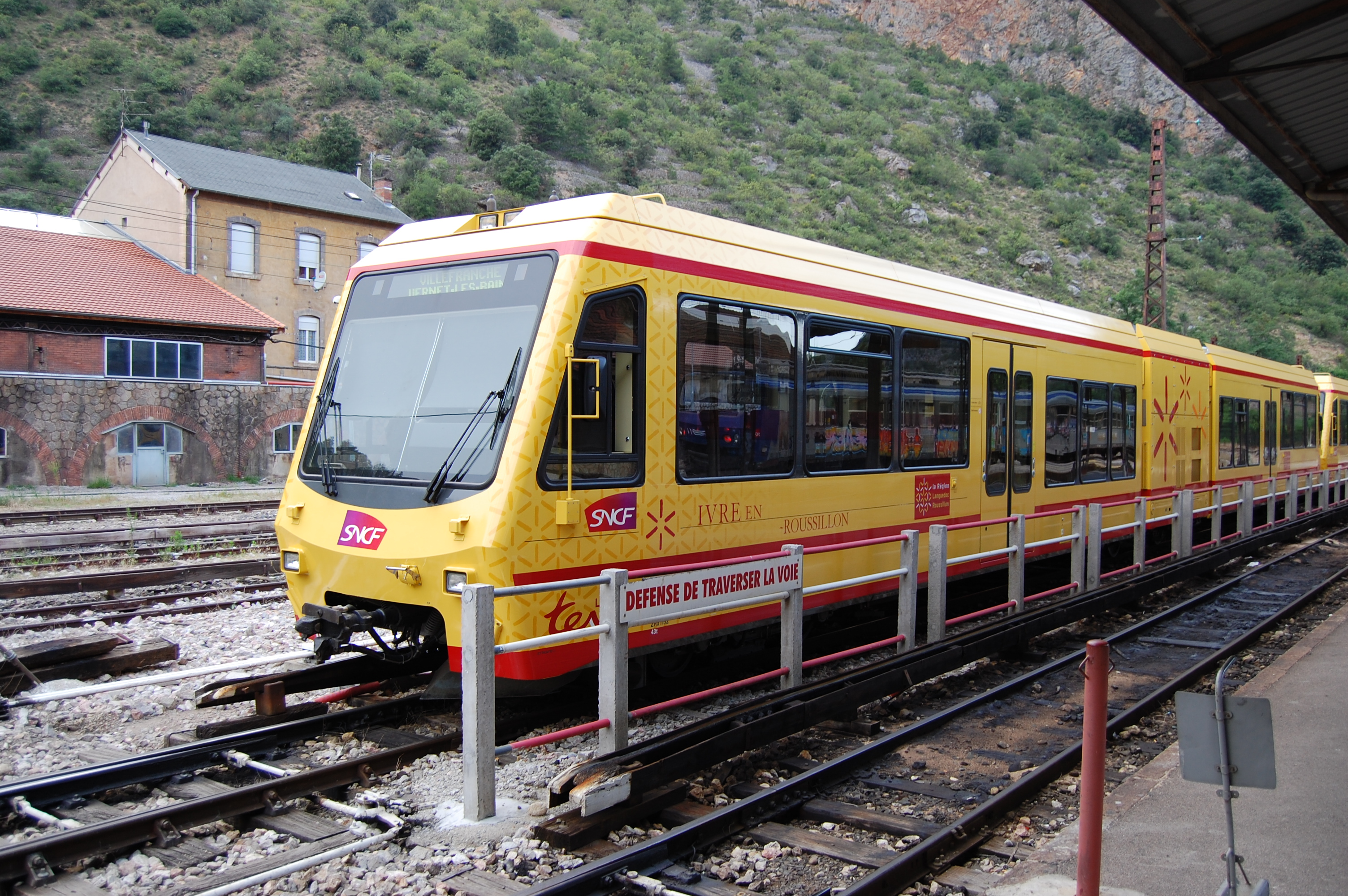
Livrée spéciale du train jaune.

## Projets de développement
La ligne de Montréjeau à Luchon, où les circulations sont suspendues depuis novembre 2014 à cause d'un mauvais état des voies, devrait être restaurée.
Des études sont également menées pour rouvrir plusieurs lignes TER sur l'ancienne région Languedoc-Roussillon. C'est le cas de la ligne reliant Alès à Bessèges et de la ligne reliant Nîmes à Pont-Saint-Esprit (ligne de la rive droite du Rhône).